# Vladimir Alexandrovitch Soukhomlinov

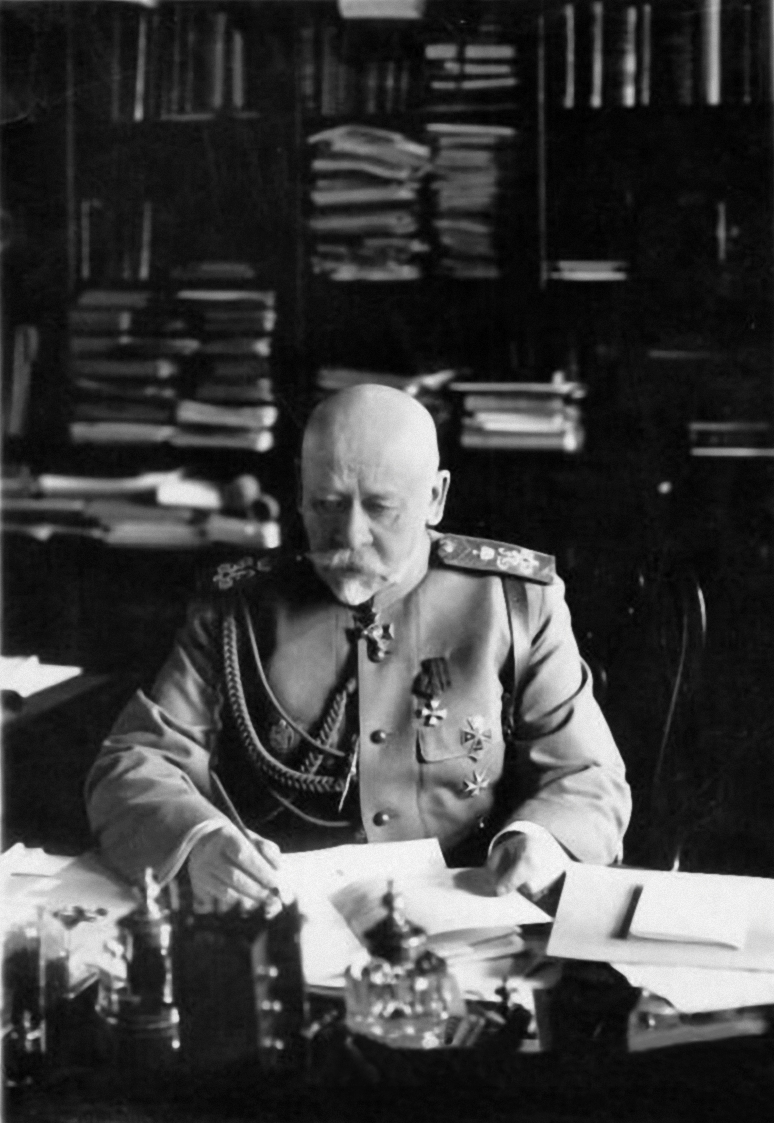
Vladimir Soukhomlinov en 1912.

Vladimir Alexandrovitch Soukhomlinov (en russe : Владимир Александрович Сухомлинов), né le 4 août 1848 (16 août dans le calendrier grégorien) à Telšiai dans le gouvernement de Kowno en Lituanie, alors province russe et mort le 2 février 1926 à Berlin, général et homme politique russe, il fut ministre de la Guerre de 1909 à juin 1915.

## Biographie
Vladimir Alexandrovitch Soukhomlinov sortit diplômé de l'École de cavalerie Nicolas et de l'Académie militaire de Saint-Pétersbourg en 1874.

### Carrière militaire
Vladimir Alexandrovitch Soukhomlinov participa à la Guerre russo-turque de 1877-1878 ; il commanda une division d'un régiment de cavalerie ; il fut décoré de l'Ordre de Saint-Georges (quatrième classe).
De 1884 à 1886, Vladimir Alexandrovitch Soukhomlinov commanda un régiment de dragons ; en 1890, il fut promu général de cavalerie, de 1886 à 1897 et dirigea l'École d'officiers de cavalerie de Saint-Pétersbourg. En 1899, Nicolas II le nomma chef d'état-major de l'armée impériale russe. En 1902, il fut nommé commandant adjoint ; en 1904, commandant du district militaire de Kiev. En 1905, Nicolas II le nomma au poste de gouverneur général de Kiev, de Podolie et de Volhynie. En décembre 1908, il fut promu chef de l'État-Major général en remplacement de Fiodor Palitsyne.

### Carrière politique
En mars 1909, Nicolas II nomma Soukhomlinov ministre de la Guerre. À ce poste, il tenta de réformer l'armée avec des méthodes obsolètes. Certains le rendirent responsable de la stagnation de l'armée impériale russe lors des années 1905-1912. Cet immobilisme de l'armée russe provoqua son affaiblissement au moment où eut lieu la déclaration de la Première Guerre mondiale. Les réformes de Soukhomlinov (ou peut-être son inefficacité et sa résistance au changement, comme certains l'affirmèrent) se révélèrent néfastes pour l'armée impériale lors de la déclaration de la Première Guerre mondiale. Après plusieurs défaites pendant la première année de guerre, il fut relevé de ses fonctions en juin 1915.
Après que certains de ses collaborateurs (S. Miasoïedov, A. Altschuller, V. Doumbadzé et d'autres) eurent été arrêtés pour espionnage au profit de l'Allemagne, en mars 1916, Soukhomlinov fut également arrêté et inculpé d'abus de pouvoir et de trahison. Après six mois de détention, il fut placé en résidence surveillée.

#### Révolution russe
Lors de la Révolution russe, Vladimir Alexandrovitch Soukhomlinov fut arrêté par le gouvernement provisoire. En septembre 1917, il fut condamné aux travaux forcés et fut envoyé en forteresse pour purger sa peine.

#### Exil
Le 1er mai 1918, Vladimir Alexandrovitch Soukhomlinov atteignit ses 70 ans ; en raison de son grand âge, il fut libéré. Il émigra en Finlande puis en Allemagne. En 1924, il publia ses Mémoires.